# Juan Salazar Sancisi

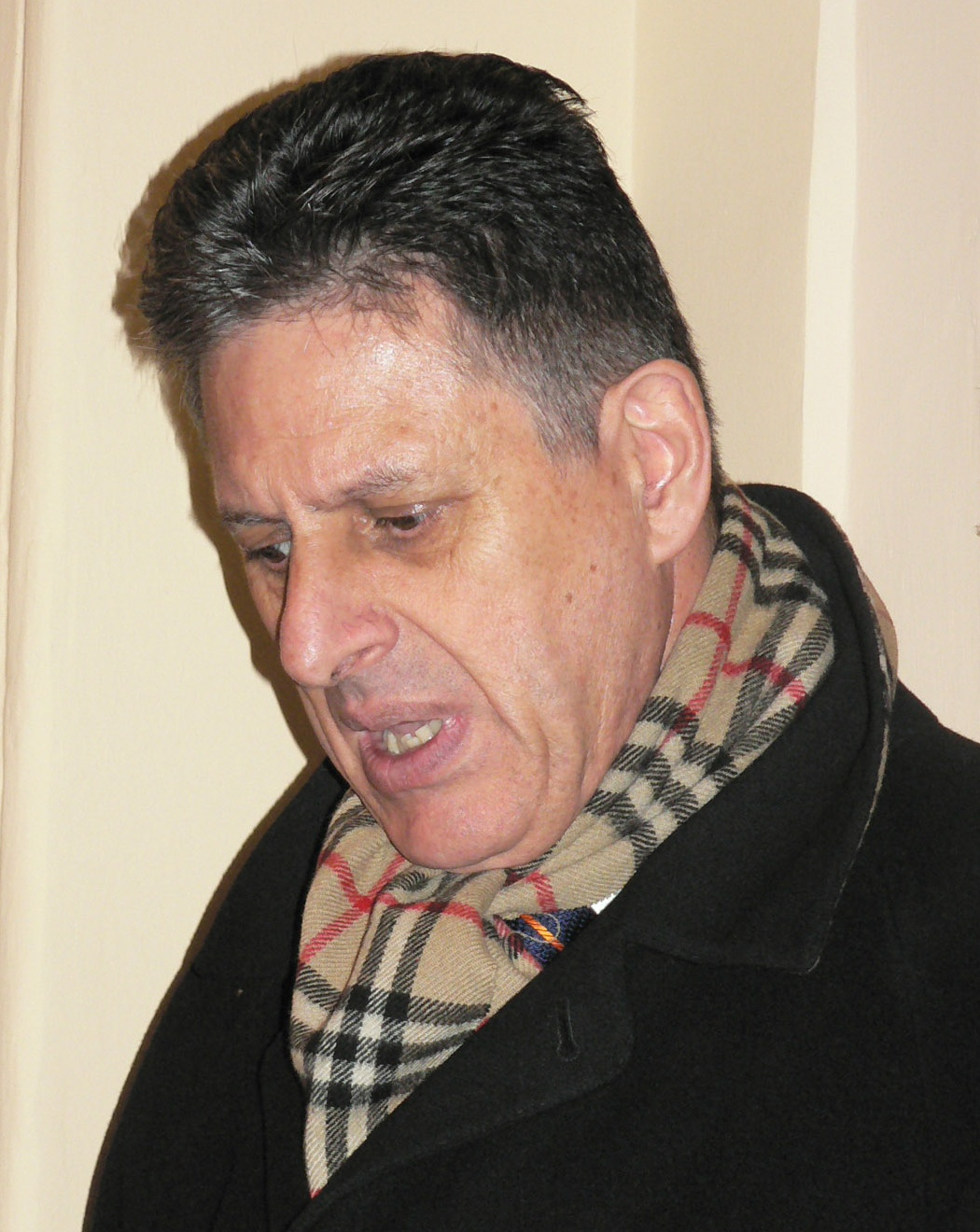
Juan Rodrigo Salazar Sancisi (2007)

Juan Rodrigo Salazar Sancisi (* 5. August 1949 in Buenos Aires) ist ein ecuadorianischer Diplomat im Ruhestand.

## Leben
Er trat in den auswärtigen Dienst Ecuadors und wurde von Oktober 1977 bis August 1982 an der Botschaft in Wien beschäftigt, wo er im Mai 1980 vom Gesandtschaftssekretär zweiter Klasse zum Gesandtschaftsrat ernannt wurde und zeitgleich, ab August 1980 bis September 1982, Stellvertretender Vertreter der Mission Ecuadors bei der UNIDO und Stellvertretender Vertreter Ecuadors bei der Internationalen Atomenergie-Organisation war.
Von 1983 bis 1984 war er Chef des Protokolls des Ecuadorianischen Präsidialamtes.
Von August 1986 bis September 1990 war er Stellvertreter des Ständigen Vertreters nächst des UNO-Hauptquartier.
Von Oktober 1990 bis August 1994 war er Staatssekretär im Außenministerium in Quito.
Von August 1994 bis Mai 1997 war er Botschafter in Moskau.
Von Juni 1997 bis April 2000 war er Botschafter in Tokio und zeitgleich bei der Regierung in Jakarta und Manila akkreditiert.
Von November 2000 bis April 2003 leitete das Instituto Ecuatoriano de Cooperación Internacional, welche Entwicklungszusammenarbeit des ecuadorianischen Außenministeriums begleitet.
Von Mai 2003 bis Oktober 2005 war er Botschafter in Paris.
Von Oktober 2005 bis 2006 war er Botschafter in Budapest.
Von 6. Februar 2018 bis 25. Juni 2019 war er Botschafter in Canberra und war zeitgleich bei den Regierungen in Wellington und Suva akkreditiert.
Er war Delegationsmitglied zu Konferenzen der SELA, ECLAC, OPEC und OPEC-Fund und OAS.
Im Außenministerium war er Abteilungsleiter, Direktor für Wirtschaftsstudien, Berater des Staatssekretärs für Afrika, Asien und Ozeanien.

## Akademische Aktivitäten
Er schloss ein Studium der Wirtschaftswissenschaft an der Päpstlichen Katholischen Universität von Ecuador ab.
Er ist Master des Rechts auf Wirtschaftliche Integration der Universidad Central de Venezuela.
Er ist Professor der Fachbereiche: Internationale Verhandlungen und/oder Konfliktlösung, Wirtschaftliche Integration von Asien und Afrika, Protokoll und Etikette an der Universidad Internacional del Ecuador und der Universidad Andina Simón Bolívar.
Er lehrte am Instituto de Altos Estudios Nacionales (IAEN) in Quito, an der Diplomatischen Akademie von Ecuador sowie an der Kriegsakademie.
Er ist mit Nancy Donoso de Salazar verheiratet, ihre Töchter sind Isabella Sofía (17. November 2004) und Andrea Gabriella (10. Januar 2006).

## Veröffentlichungen
- Bananas Production and Trading. Banco Central del Ecuador, 1976.
- Panama Channel and its influence in the national economy. Quito 1986.
- Global Solution to Middle East Conflict. (Thesis to be promoted as Ambassador), Quito, 1991.